# Haplogrupa R1a
Haplogrupa R1a je haplogrupa rasprostranjena među istočnoeuropskim i indoiranskim narodima. Nju posjeduje 24% stanovnika Hrvatske i 12% Hrvata iz BiH.

## Više informacija
- https://web.archive.org/web/20180523210206/https://www.eupedia.com/europe/Haplogroup_R1a_Y-DNA.shtml
- https://www.poreklo.rs/2018/06/10/y-dnk-haplogrupa-r1a/?lang=lat
- http://bosnjackidnk.com/r1a-indoevropska-istocna/